# Paya Lombang
Paya Lombang is een bestuurslaag in het regentschap Serdang Bedagai van de provincie Noord-Sumatra, Indonesië. Paya Lombang telt 12.912 inwoners (volkstelling 2010).